# Westchester Kings
I Westchester Kings sono stati una franchigia di pallacanestro della USBL, con sede a Westchester, nello Stato di New York, attivi nel 1997.
Disputarono unicamente la stagione USBL 1997, che terminarono con un record di 9-17, non qualificandosi per i play-off. Si sciolsero alla fine del campionato.

## Stagioni
| Stagione | Lega | Denominazione     | V | P  | %    | Piazzamento | Play-off |
| -------- | ---- | ----------------- | - | -- | ---- | ----------- | -------- |
| 1997     | USBL | Westchester Kings | 9 | 17 | 34,6 | 7º          | -        |